# Psenulus gussakovskiji
Psenulus gussakovskiji är en stekelart som först beskrevs av Van Lith 1973.  Psenulus gussakovskiji ingår i släktet Psenulus, och familjen Crabronidae. Arten har ej påträffats i Sverige.